# شهرستان لاپورته (ایندیانا)
شهرستان لاپورته، ایندیانا (به انگلیسی: LaPorte County, Indiana) شهرستانی در ایالات متحده آمریکا است که در ایندیانا واقع شده‌است.

## خصوصیات
شهرستان لاپورته ۱۱۱٬۴۶۷ نفر جمعیت دارد و ۲۳۷٫۱۴ متر بالاتر از سطح دریا واقع شده‌است.